# Acastoidea
Acastoidea — надродина трилобітів ряду Phacopida. Надродина включає у себе дві родини: Acastidae та Calmoniidae . Представники характеризуються складними очима та вкритим хітиновим панциром цефалоном. Вони подібні на представників надродини Phacopoidea, від яких відрізняються будовою глабелли.